# Эффект шимми
Эффект шимми (англ. wobble, speed wobble, tank-slapper, death wobble) — возникновение быстрых колебаний (частотой 4…10 Гц), как правило, на рулевых колесах транспортного средства. В момент возникновения шимми транспортное средство в целом не подвержено влиянию колебаний, однако с нарастанием их амплитуды происходит потеря управления из-за усиливающегося рыскания. Угроза развития шимми теоретически существует у любых транспортных средств с одной точкой приложения управляющего воздействия при наличии достаточной степени свободы рулевого колеса, например, мотоциклы, велосипеды и скейтборды, а кроме того, трёхколёсные лёгкие самолёты, способные на земле развивать скорость свыше 80 км/ч. На большинстве автомобилей эффект шимми существенно не проявляется. Нестабильность, предшествующая развитию эффекта, возникает, как правило, на больших скоростях и по ощущениям примерно соответствует характерным колебаниям колёс магазинных тележек или поведению самолётного шасси во время приземления.

## Физика явления
При установившемся режиме колебаний наибольшую роль играют два механизма: низкий коэффициент демпфирования в системе второго (или выше) порядка и положительная обратная связь. Примером системы второго порядка с низким коэффициентом демпфирования является простейшая система «пружина-груз», в которой груз перемещается вверх и вниз (колеблется), будучи подвешенным на пружине.
В момент получения импульса, толкающего колесо в сторону, противоположную отклонению от курса, часть энергии гасится амортизатором, что автоматически увеличивает следующий интервал времени отрыва колеса от дорожного полотна — когда рама и амортизатор отработают обратный ход и произойдёт переброс руля в противоположную сторону. В результате возникает положительная обратная связь, ведущая к нарастанию колебаний с частотой 4…10 Гц управляемого колеса относительно курса. Причиной возникновения такой реакции могут послужить неправильно рассчитанные характеристики амортизаторов, пружин подвески, неровности дороги, особенно периодического характера (покрытие типа «стиральная доска»), характер разгона и т. д.
С точки зрения ТАУ шимми — неустойчивость системы регулирования, включающей в себя, кроме конструкции руля, вилки, амортизатора и пр. и действия водителя.
Если возникновение шимми при эксплуатации невозможно исключить во время разработки конструкции системы, возможно применение специального рулевого демпфера. Данное устройство представляет собой реализацию полосно-заграждающего фильтра, предназначенного для гашения эффекта шимми на известных частотах.
Явление шимми обычно связывается с деформацией шины колеса. Однако оно наблюдается и на недеформируемых (стальных) колёсах. Как показано В. Ф. Журавлёвым и Д. М. Климовым, шимми полностью объясняется, если, помимо обычно рассматриваемых в литературе сил, ввести многокомпонентные силы сухого трения.

## Эффект шимми на двухколёсных транспортных средствах
Эффект шимми (то есть колебания) проявляется, когда колесо получает по какой-либо причине боковое ускорение в условиях незначительного в другое время технического несовершенства. К таким несовершенствам можно отнести неидеальные характеристики колеса: отклонение от плоскостности, отклонение от круглости, недостатки в балансировке. Колесо при вращении передаёт цикличную нагрузку на раму транспортного средства. При совпадении частоты этих колебаний с частотой собственных колебаний системы (то есть транспортного средства со всем перевозимым грузом) возникает резонанс, который может приводить к развитию шимми. При дальнейшем вращении колеса на него начинает действовать сила реакции рамы, из-за чего колесо получает ускорение в противоположную сторону. Весь процесс повторяется на последующих оборотах колеса при последующих воздействиях технического несовершенства. Если при этом демпфирование в системе рулевого управления недостаточно, амплитуда колебаний будет увеличиваться вплоть до разрушения системы. Частоту колебаний можно изменять посредством изменения скорости поступательного движения, увеличения или уменьшения жёсткости транспортного средства, а также увеличением жёсткости системы рулевого управления, главным компонентом которой является водитель. Несмотря на то, что интенсивность проявления эффекта шимми можно легко снизить уменьшением скорости движения, изменением положения руки на руле и силы его хвата, при отсутствии контроля эффект шимми может быть катастрофическим.
При равенстве других факторов эффект шимми более характерен для шоссейных транспортных средств, нежели для их горных вариантов. Это объясняется тем, что на горных транспортных средствах, как правило, устанавливается подвеска, в существенно большей степени демпфирующая раму. Кроме того, развитый протектор на шинах работает как дополнительный демпфер колебаний от дорожного покрытия.
Поскольку частота колебаний зависит от скорости движения, эффект гироскопа не является существенным для развития явления. Для мотоциклов были найдены пять основных факторов, влияющих на возникновение эффекта шимми: жёсткость боковых поверхностей шины переднего колеса, жёсткость амортизатора рулевого колеса, высота центра масс, расстояние от центра масс до заднего колеса, угловое сопротивление шины переднего колеса.
Согласно отчёту об экспериментальных исследованиях и компьютерном моделировании эффекта шимми, было показано влияние на режим колебаний характеристик шины переднего колеса, инерции передней рамы велосипеда и жёсткости шасси. Точнее, было показано, что при увеличении давления в шине переднего колеса, увеличении жёсткости шасси и инерции передней рамы относительно оси поворота рулевого колеса, а также при уменьшении сопротивления боковому скольжению шины переднего колеса достигается усиление эффекта демпфирования режима колебаний, что увеличивает стабильность транспортного средства.

## Борьба с шимми
Теория возникновения шимми на автомобилях разработана в СССР академиком Е. А. Чудаковым в середине 1930-х годов. Борьба с шимми на автомобилях сводится к закладке в конструкцию передней подвески параметров, обеспечивающих самостабилизацию колес — статическую (развал, кастор) и динамическую (схождение и тщательная балансировка самих колес, обязательное демпфирование подвесок). Первым советским серийным автомобилем с подвеской, рассчитанной на противостояние возникновению шимми, был ГАЗ-М1.
Возможности выхода из шимми на мотоцикле: вначале — открытие газа (ускорение), расслабление рук, перенос веса тела ближе к задней оси. Далее, на «раскачке»: на прямых — сильное плавное торможение задним колесом; в поворотах — общепринятой тактики не существует.
Эффективна установка рулевого демпфера для компенсации колебаний. Крайне важны балансировка переднего колеса, качество покрышки, исправность вилки, правильно выбранная жёсткость амортизатора.
Мстислав Всеволодович Келдыш на рубеже 1930—1940-х годов изучал эффект шимми. В 1945 году вышла его работа «Шимми переднего колеса трехколесного шасси».